# Саванна (Іллінойс)
Саванна (англ. Savanna) — місто (англ. city) в США, в окрузі Керролл штату Іллінойс. Населення — 2783 особи (2020).

## Географія
Саванна розташована за координатами 42°5′39″ пн. ш. 90°8′25″ зх. д. / 42.09417° пн. ш. 90.14028° зх. д. (42.094154, -90.140275).  За даними Бюро перепису населення США в 2010 році місто мало площу 7,03 км², з яких 6,78 км² — суходіл та 0,24 км² — водойми.

## Демографія
Згідно з переписом 2010 року, у місті мешкали 3062 особи в 1386 домогосподарствах у складі 750 родин. Густота населення становила 436 осіб/км².  Було 1673 помешкання (238/км²).
Расовий склад населення:
| - 94,2 % — білих - 1,9 % — чорних або афроамериканців - 0,5 % — корінних американців - 0,1 % — азіатів - 1,6 % — осіб інших рас |

До двох чи більше рас належало 1,7 %. Частка іспаномовних становила 6,5 % від усіх жителів.
За віковим діапазоном населення розподілялося таким чином: 21,9 % — особи молодші 18 років, 57,1 % — особи у віці 18—64 років, 21,0 % — особи у віці 65 років та старші. Медіана віку мешканця становила 42,8 року. На 100 осіб жіночої статі у місті припадало 98,2 чоловіків;  на 100 жінок у віці від 18 років та старших — 93,3 чоловіків також старших 18 років.
Середній дохід на одне домашнє господарство  становив 45 056 доларів США (медіана — 33 203), а середній дохід на одну сім'ю — 54 221 долар (медіана — 48 750). Медіана доходів становила 39 352 долари для чоловіків та 30 586 доларів для жінок. За межею бідності перебувало 21,4 % осіб, у тому числі 35,3 % дітей у віці до 18 років та 0,2 % осіб у віці 65 років та старших.
Цивільне працевлаштоване населення становило 1212 особи. Основні галузі зайнятості: виробництво — 26,8 %, освіта, охорона здоров'я та соціальна допомога — 19,7 %, роздрібна торгівля — 14,2 %.